# Skärrepåtkåjaureh
Skärrepåtkåjaureh är en sjö i Arjeplogs kommun i Lappland och ingår i Piteälvens huvudavrinningsområde. Sjön har en area på 0,375 kvadratkilometer och ligger 761,1 meter över havet.

## Delavrinningsområde
Skärrepåtkåjaureh ingår i det delavrinningsområde (742311-155523) som SMHI kallar för Mynnar i Sarta. Medelhöjden är 968 meter över havet och ytan är 45,3 kvadratkilometer. Räknas de 7 avrinningsområdena uppströms in blir den ackumulerade arean 220,57 kvadratkilometer. Sartajåkkå som avvattnar avrinningsområdet har biflödesordning 2, vilket innebär att vattnet flödar genom totalt 2 vattendrag innan det når havet efter 311 kilometer. Avrinningsområdet består mestadels av kalfjäll (97 procent). Avrinningsområdet har 0,44 kvadratkilometer vattenytor vilket ger det en sjöprocent på 1 procent.